# 杜尚·布卢特
杜尚·多莫维奇·布卢特（1985年10月23日—），塞尔维亚男子篮球运动员。他曾代表塞尔维亚三人制篮球队参加2020年夏季奥林匹克运动会篮球比赛，获得一枚铜牌。